# Fanny Brate

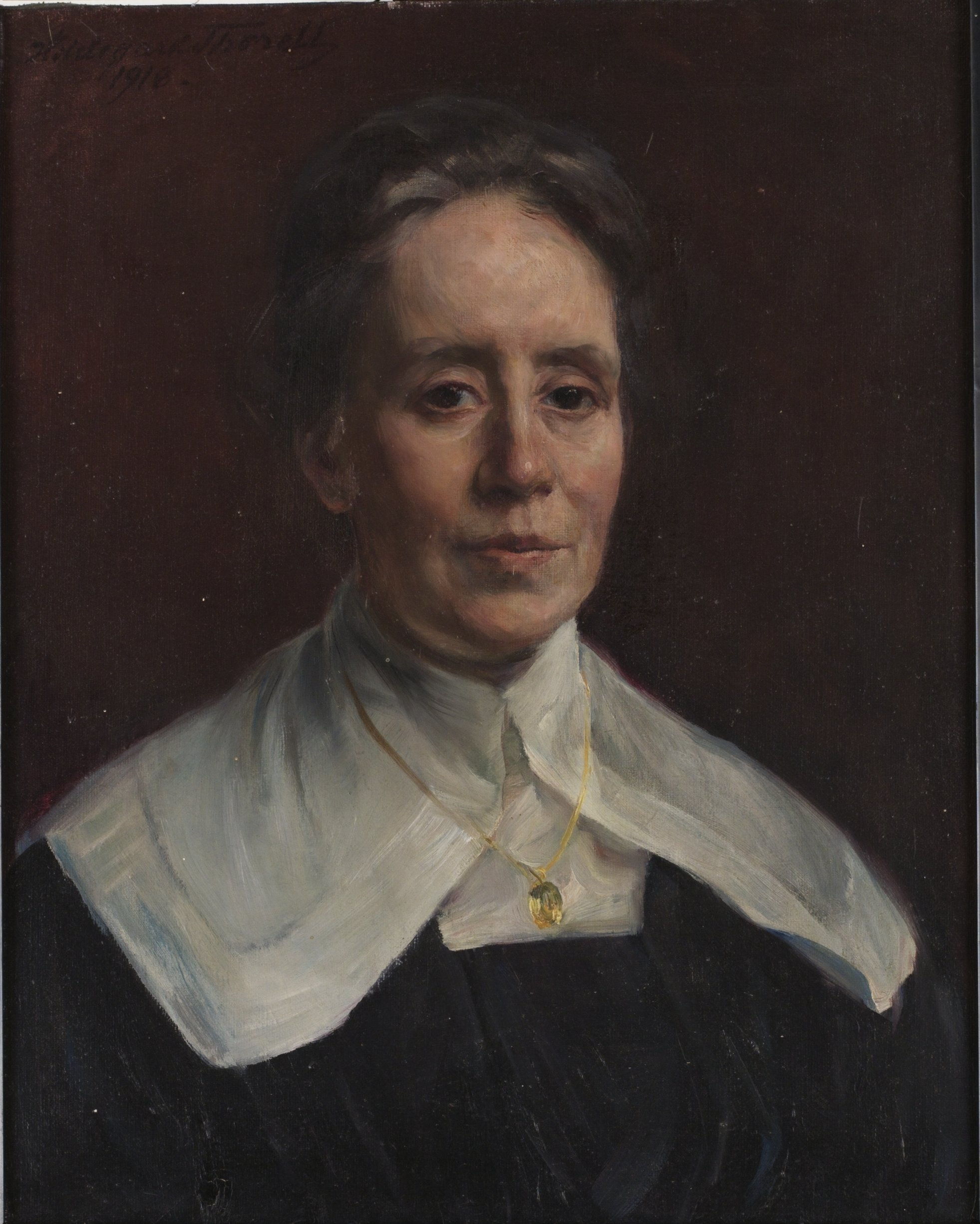
Fanny Brate – Porträt von Hildegard Thorell (1918)

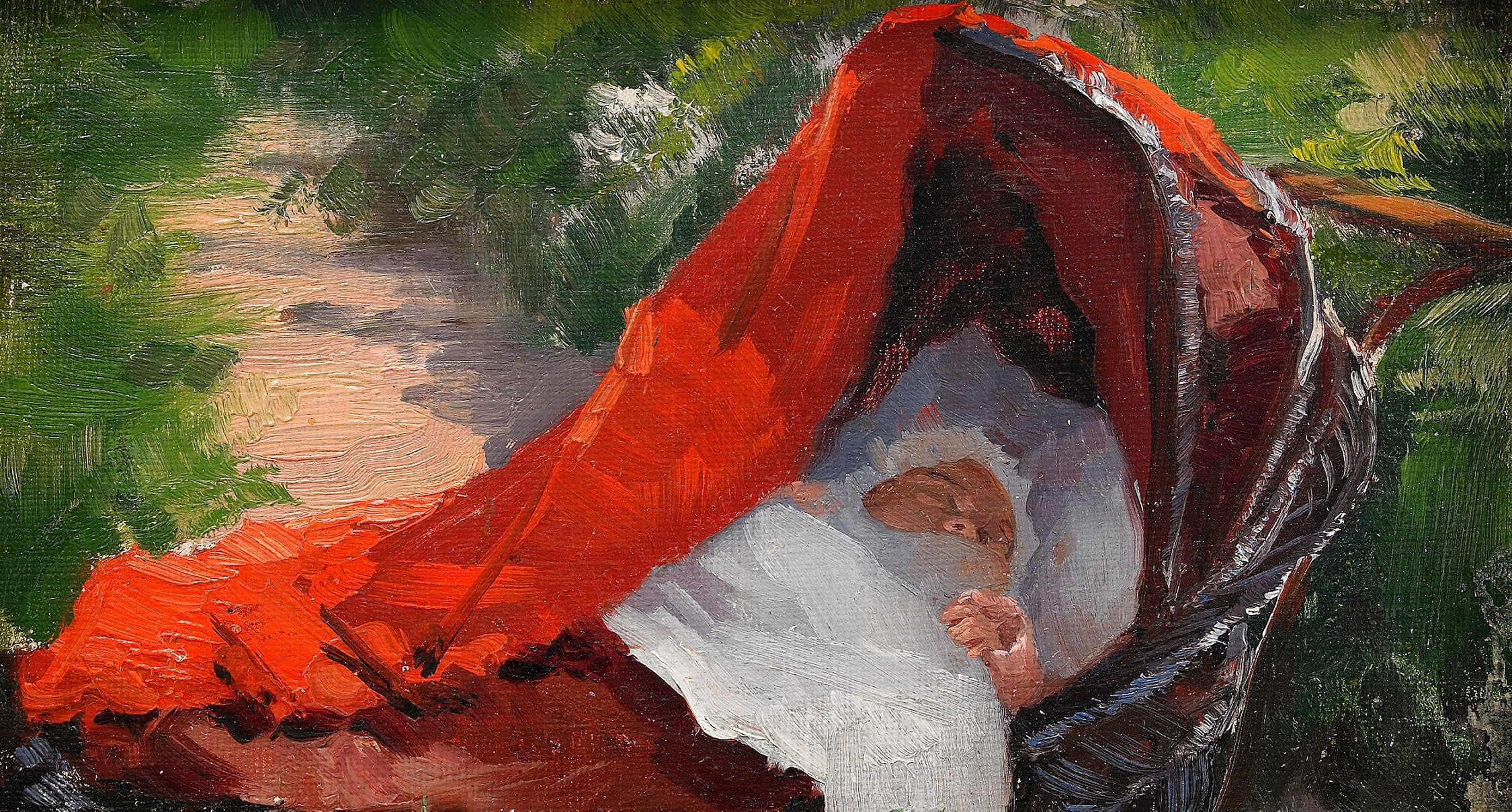
Sov så sött – baby i barnvagn (1889)

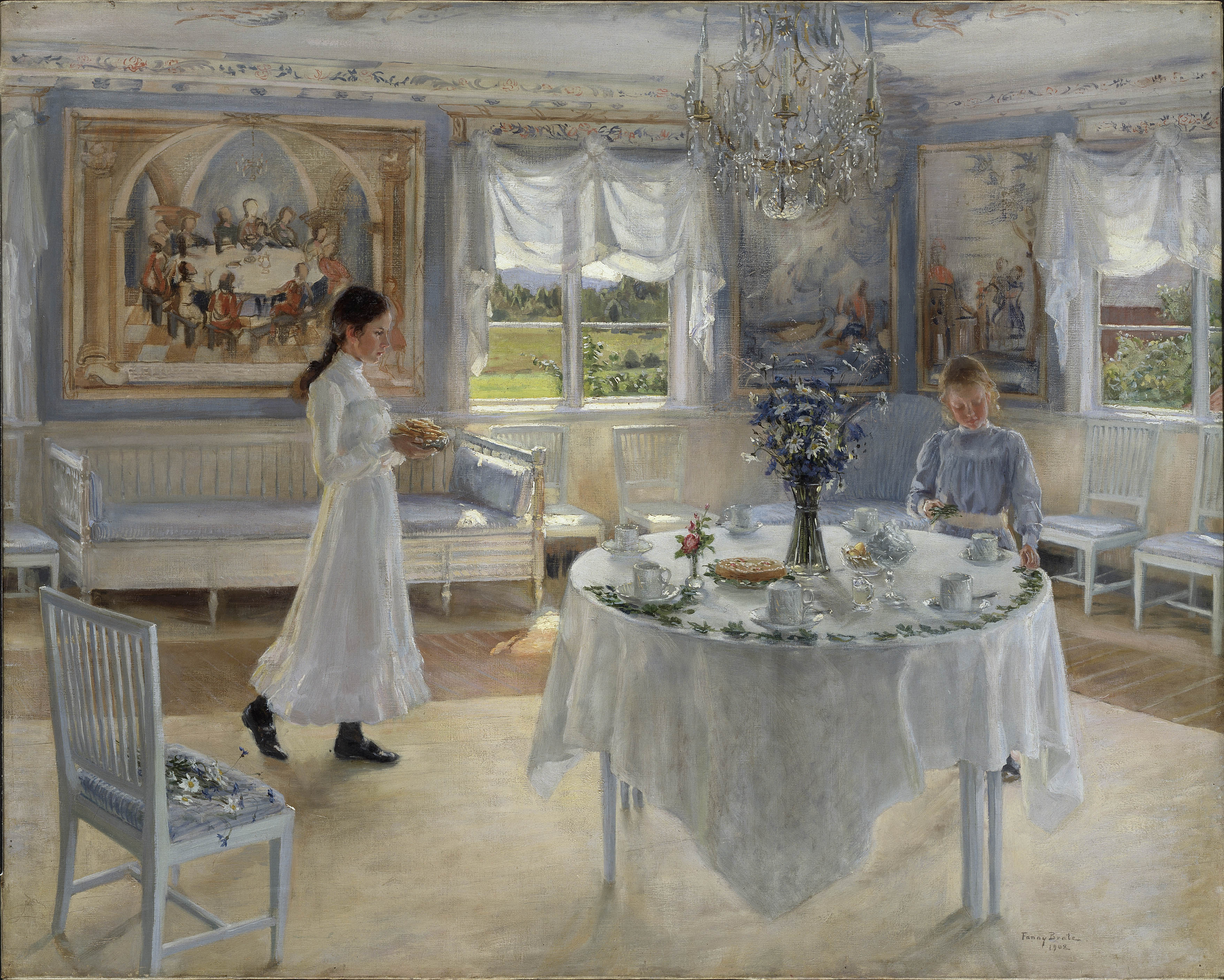
Namnsdag (Namenstag) (1902)

Fanny Ingeborg Matilda Brate, geborene Ekbom (* 26. Februar 1862 in Stockholm; † 24. April 1940 ebenda) war eine schwedische Malerin. Ihr Werk gilt als Inspiration für die Familienidyllen des Malers Carl Larsson.

## Leben
Fanny Brate war die Tochter von John Frederic Oscar Gustaf Ekbom, einem Bediensteten im Haushalt von Carl von Schweden. Nachdem sie die Konstfack (schwedische Kunsthochschule) in Stockholm abgeschlossen hatte, wurde sie 1879 im Alter von 18 Jahren an der Kungliga Konsthögskolan Stockholm (Königliche Akademie der freien Künste) angenommen, die sie bis 1885 besuchte.
1887 heiratete sie den Geisteswissenschaftler Erik Brate (1857–1924), der auf dem Gebiet der Runenforschung tätig war. Das Paar hatte vier Töchter, Astrid (1888–1929), Torun (1891–1993), Ragnhild (1892–1894) und Ingegerd (1899–1952). Nach der Heirat war Fanny Brate gezwungen, die Malerei aufzugeben, aber sie behielt ihr Engagement in der schwedischen Kunstwelt als Förderin für andere Künstler bei. 1891 wurde sie Mitglied in der schwedischen Künstlervereinigung Svenska Konstnärernas Förening.

## Werk
In Anerkennung ihrer künstlerischen Ausarbeitung des Gemäldes Konstvänner, das Brate umringt von einer Kinderschar zeigt, wurde sie 1885 mit einer königlichen Medaille ausgezeichnet. Am bekanntesten ist sie für ihr 1902 geschaffenes Werk Namnsdag, das sich heute im Schwedischen Nationalmuseum befindet. Fanny Brate illustrierte auch viele Kinderbücher, wie Mormors eventyr (Großmutters Abenteuer).
Das Nationalmuseum zeigte 1943 eine Gedenkausstellung mit 126 ihrer gesammelten Werke. Ihr Werk umfasst Ölbilder und Aquarelle und hat bedeutenden Wert als kulturelles Erbe in seiner Darstellung des bourgeoisen schwedischen Lebens im neunzehnten Jahrhundert.

## Ausstellungen
- 1892 Müsse el Grinden Internationale Kunstausstellung München.
- 1900 Grosse Kunstausstellung Berlin.
- 1909 Ausstellung der Swedish artists association.
- 1943 Gedächtnisausstellung im Schwedischen Nationalmuseum[1]
- Liljevalchs konsthall